# Maliattha subcrocea
Maliattha subcrocea là một loài bướm đêm trong họ Noctuidae.